# Lillröjsjö
Lillröjsjö är en sumpmark i Finland. Den ligger i Lovisa stad landskapet Nyland, i den södra delen av landet, 70 km nordost om huvudstaden Helsingfors.